# Amphicoma florentini
Amphicoma florentini là một loài bọ cánh cứng trong họ Glaphyridae. Loài này được Fairmaire miêu tả khoa học năm 1893.